# Advanced Access Content System
Das Advanced Access Content System (AACS) ist ein digitales Rechtemanagement (DRM), welches bei bespielbaren und vorbespielten optischen Medien zum Einsatz kommt.
Das AACS, das auch als Kopierschutz dient, wurde von den Unternehmen Intel, Microsoft, Panasonic, Sony, Toshiba, Walt Disney und Warner Bros. entwickelt.
Die für die Lizenzvergabe von AACS zuständige Organisation heißt Advanced Access Content System License Administrator (AACS LA) mit Sitz in Beaverton.

## Hauptfunktionen
AACS versucht, die Kernelemente des am proprietären Verschlüsselungsalgorithmus gescheiterten CSS mit kryptografischen Algorithmen zu einem neuen Kopierschutzsystem für vorbespielte und bespielbare Datenträger zu kombinieren.
Komponenten dazu sind:
- Verschlüsselung aller Inhalte mit AES-128-Bit-Verschlüsselung
- ein wesentlich erweitertes Rechtemanagement (festgelegt in den Lizenzierungsrichtlinien)
- Lizenzschlüsselmanagement, d. h., es können z. B. auch „geschützte“ Kopien mit begrenzter Abspielfähigkeit (zeitlich oder auf bestimmten Laufwerken) erzeugt werden
- Möglichkeit zur Sperrung von Lizenzschlüsseln
- Laufwerkverifizierung durch Hardwareschlüssel
- verschlüsselte Kommunikation aller Komponenten untereinander
- Netzwerkanbindung bzw. Internet möglich
- Freischaltung der Inhalte per Internet möglich
- erweiterbare Liste kompatibler Kopierschutzsysteme mit genauer Angabe von Rechteübergängen (z. B. zwischen AACS und den DRM-Systemen von Microsoft).

Ziel von AACS ist es, hochaufgelöste Videoinhalte nicht „ungeschützt“, also nicht ohne Verschlüsselung und ohne digitales Rechtemanagement öffentlich zugänglich zu machen. Dies geht über den bisherigen Kopierschutz z. B. einer DVD hinaus und bedeutet ein komplett geschlossenes digitales Rechtemanagement.
AACS betrifft nicht nur vorbespielte Medien und Online-Inhalte z. B. von Medienservern, sondern soll sich auch auf hochauflösende Aufnahmen aus Fernsehübertragungen erstrecken, sogar solche, die ohne Verschlüsselung, also „Free-to-Air“ gesendet werden.
Darüber hinaus will AACS aber auch die „Einbahnstraße“ Kopierschutz überwinden und vermeiden, dass ein Kopierschutz zu einer „Sackgasse“ für digitale Daten wird, wenn neue Schnittstellen und Übertragungsverfahren entwickelt werden, die in der ursprünglichen Fassung des Kopierschutzes noch nicht enthalten waren.

## Realisierung

Entschlüsselungsprozess bei AACS

AACS ist als komplettes Rechtemanagement für Videodaten ausgelegt. Alle Inhalte werden mittels AES-128 verschlüsselt. Der zugehörige Schlüssel wird vom Abspielgerät aus seinem eigenen Device Key Block und einem der auf dem Medium vorhandenen Media-Key-Blöcke ermittelt. Im Fall von vorbespielten Medien ist der Media Key Block für alle Kopien gleich. Bei Leermedien hat jedes Medium einen eigenen, individuellen Media Key Block, so dass das Aufzeichnungsgerät für jedes Leermedium eine eigene, den Media Key Block des Mediums mit einbeziehende Verschlüsselung erzeugen muss.
Auf diese Weise wird verhindert, dass es möglich wird, auf Leermedien aufgezeichnete Filme in beliebiger Zahl zu kopieren und auf beliebigen Geräten abzuspielen (Aufnahmen auf einer DVD-R sind beispielsweise nicht verschlüsselt und unterliegen keinem Rechtemanagement).
Das Schlüsselmanagement arbeitet mit dem Rechtemanagement zusammen. Ziel ist es dabei, dass der Kunde mit den AACS-verschlüsselten Inhalten ähnliche Freiheiten erhält wie sie z. B. innerhalb seines Haushaltes für unverschlüsselte Inhalte auf z. B. VHS-Kassette gelten. Dabei sind aber Beschränkungen denkbar, auf welchen Geräten sich die Kopien abspielen lassen und wie lange sie sich überhaupt abspielen lassen (hierzu müsste die Signalquelle aber entsprechende DRM-Steuersignale bereitstellen, was derzeit noch nicht der Fall ist).
Mit AACS soll es auch möglich sein, geschützte (verschlüsselte) Inhalte über ein Netzwerk zu versenden, sofern Sender und Empfänger entsprechende Lizenzen besitzen. Das setzt voraus, dass die Übertragung wiederum verschlüsselt abläuft. Beispielsweise plant Microsoft, mit seinem Windows Media Server eine solche Funktionalität bereitzustellen. Ein mögliches Schutzverfahren für die Übertragung der Inhalte über ein Netzwerk ist DTCP.
Damit ein PC AACS-geschützte Inhalte wiedergeben kann, muss neben einem AACS-fähigen Laufwerk (HD DVD oder Blu-ray Disc) mindestens auch ein AACS-lizenziertes Abspielprogramm vorhanden sein. Dessen Lauffähigkeit bzw. die Fähigkeit, mit AACS „gesicherte“ hochaufgelöste Filme abspielen zu können, kann wieder von verschiedenen Kriterien wie verschlüsseltem PCIe-Bus, HDCP-fähiger Grafikkarte und dem passenden Betriebssystem mit entsprechenden Patches abhängen.
Analoge Ausgänge für das Videosignal können jederzeit vom Rechtemanagement entweder auf niedrigere Auflösungen (PAL/NTSC) herunterskaliert oder ganz abgeschaltet werden.
Dies geht sogar so weit, dass AACS in der Fassung von 2009 einen „analog sunset“ definiert, also einen Zeitraum, innerhalb dessen AACS-lizenzierte Geräte noch mit analogen Ausgangssignalen zertifiziert bzw. produziert und verkauft werden können: Nur bis 2010 war es möglich, das Bild hochauflösend über Komponentenausgänge auszugeben (entsprechende Geräte durften nur bis 2012 verkauft werden). Seit 2013 ist auch keine Lizenzierung eines Gerätes mit analogen Bildausgängen in SD-Qualität (USA und Japan: NTSC, Rest der Welt: PAL) möglich. Der Verkauf solcher Geräte ist nach 2015 ebenfalls einzustellen. Ab 2015 wird es also neue AACS-Geräte nur noch mit per HDCP verschlüsseltem digitalen Bildausgang zu kaufen geben.
Damit AACS sinnvoll funktioniert, müssen alle Komponenten von der Set-Top-Box über Aufnahmegeräte bis hin zu Abspielgeräten AACS (oder mit AACS kompatible Kopierschutzsysteme) beherrschen. Alle Komponenten müssen bei der AACS LA (bzw. den Lizenzgebern der kompatiblen Kopierschutzsysteme) lizenziert sein und zum Schluss muss AACS auch im Zusammenspiel der Komponenten einwandfrei funktionieren.
Für einen Großteil der geplanten Rechtemanagement-Eigenschaften von HD DVD und Blu-ray Disc ist das dahinter stehende AACS verantwortlich, so für die geplante Widerrufsliste und etwaigen Einschränkungen bei der Bildausgabe.

## Funktionsweise

### Aufbau der Spezifikation
Die Funktionsweise von AACS ist in der AACS-Spezifikation festgelegt, welche sich in mehrere Dokumente (AACS-Books) gliedert und öffentlich einsehbar ist. Die mathematischen Grundlagen und der allgemeine Aufbau von AACS sind im Introduction and Common Cryptographic Elements Book beschrieben. Die einzelnen Verfahren für verschiedene Anwendungen sind in drei weiteren Dokumenten festgelegt:
- Das Pre-recorded Video Book für vorgefertigte Inhalte (insbesondere Kinofilme), welche auf Nur-Lese-Speichern vertrieben werden.
- Das Prepared Video Book für ebenfalls vorgefertigte Inhalte, welche jedoch mit beschreibbaren Medien verwendet (z. B. Electronic Sell-Trough) werden können.
- Das Recordable Video Book für Inhalte, welche vom Endbenutzer aufgezeichnet werden.

Die in diesen vier Dokumenten (Primary Books) festgelegten Verfahren werden durch weitere Dokumente ergänzt, welche AACS jeweils für ein bestimmtes Speichermedium spezifizieren und somit die Kompatibilität sicherstellen. Mittlerweile sind jedoch nur noch die drei Dokumente zur Blu-ray Disc (Blu-ray Disc Books) von praktischer Bedeutung.
Die AACS-Spezifikation wurde mit der Veröffentlichung der Version 0.953 im Oktober 2012 finalisiert und seitdem nicht mehr geändert. Bemerkenswert ist, dass auch die HD DVD and DVD Books aktualisiert wurden, obwohl Vertrieb und Entwicklung der HD DVD bereits 2008 eingestellt wurden.
Die weiteren (vorwiegend nicht kryptographischen) Aspekte von AACS sind in den AACS-Lizenzverträgen festgelegt, etwa der „analog sunset“ oder die Implementierung des Cinavia-Wasserzeichens.

### Vorbespielte optische Speichermedien
Die Funktionsweise von AACS für vorbespielte optische Speichermedien (Blu-ray Discs und HD DVDs) ist im Pre-recorded Video Book beschrieben.
Das Pre-recorded Video Book sieht dafür im Wesentlichen drei Instanzen vor, welche bei der Herstellung eines Speichermediums beteiligt sind:
- Die AACS LA, welche die Medienschlüssel (Media Keys), den jeweils aktuellen Media Key Block (MKB) und die aktuellen Widerrufslisten (Revocation data) bereitstellt.
- Die Vervielfältiger (Licensed Replicator), welche Mastering und Herstellung der Speichermedien übernehmen, sowie die Titelschlüssel (Title Keys) festlegen und die Volume Unique Keys errechnen.
- Die Inhaltseigentümer (Content Owner), welche die audiovisuellen Inhalte dem Vervielfältiger bereitstellen und die Nutzungsregeln (Usage rules) hierfür festlegen.

Zunächst legt der Vervielfältiger für das Volume einen Identifikator (Volume ID) fest. Aus dem Identifikator ({\displaystyle ID_{v}}) und dem Media Key ({\displaystyle K_{m}}) wird für das Medium ein Volume Unique Key ({\displaystyle K_{vu}} oder VUK) berechnet. Weiterhin erhält der Vervielfältiger von der AACS LA einen Satz von Media Key Variants ({\displaystyle K_{mv}}) und einen Sequence Key Block (SKB). Ferner wird ein zufälliger Title Key ({\displaystyle K_{t}}) mit einer Länge von 128 Bit vom Vervielfältiger gewählt.
Jedes Speichermedium (Volume) wird vom Vervielfältiger nun wie folgt verschlüsselt:
1. Der Inhalt ({\displaystyle C}) jedes Titels des Mediums wird mit dem Title Key verschlüsselt.
2. Der Title Key wird mit dem Volume Unique Key verschlüsselt ({\displaystyle K_{te}}).
3. Die verschlüsselten Inhalte ({\displaystyle C_{e}}) werden zusammen mit den verschlüsselten Title Keys, einem signierten Inhaltszertifikat, dem Media Key Block und den Nutzungsregeln auf dem Medium gespeichert.

Die Entschlüsselung der Inhalte läuft wie folgt ab:
1. Mithilfe des Volume Unique Keys werden die verschlüsselten Title Keys entschlüsselt.
2. Jedes lizenzierte Abspielgerät muss dabei überprüfen, ob das jeweilige Inhaltszertifikat widerrufen wurde; wenn dies der Fall ist, darf das Gerät den Inhalt nicht entschlüsseln.
3. Mit den entschlüsselten Title Keys werden die verschlüsselten Inhalte entschlüsselt.

Jeder Hersteller von Abspielgeräten (Licensed Manufacturer) erhält von der AACS LA einen Satz mit 253 geheimen Geräteschlüsseln (Device Keys) und 256 Sequence Keys. Mit diesen Schlüsseln lässt sich aus dem (von der AACS LA erstellten) Media Key Block der Media Key (bzw. aus dem Sequence Key Block die Media Key Variants) errechnen.

## Implementierung
Derzeit wird von folgenden HDTV-Aufzeichnungsformaten die Verwendung von AACS als DRM-System für die gespeicherten Mediendaten verbindlich vorgeschrieben:
- HD DVD (mittlerweile eingestellt)
- Blu-ray Disc

Nicht von AACS betroffen ist das Aufzeichnungsformat AVCHD. Dieses Format entspricht faktisch dem Dateiformat, in dem HD DVD und BluRay ihre Dateistruktur aufbauen. Im Klartext bedeutet das, dass zwar Stand-Alone-Geräte im HD DVD und Blu-Ray-Format mit AACS aufzeichnen müssen, ein PC aber auf einem entsprechenden Laufwerk auch in AVCHD die gleichen Daten ohne AACS ablegen kann.

### Freie Software
Die freie Programmbibliothek „libaacs“ ist eine quelloffene Implementierung von AACS, die es beispielsweise ermöglichen kann, Blu-ray Discs mit dem VLC-Media Player wiederzugeben. Die Programmbibliothek selbst enthält jedoch keinerlei kryptographische Schlüssel, welche zur Entschlüsselung benötigt werden und separat beschafft werden müssen.

## Kritik
Aus Sicht des Anwenders gibt es an AACS den fundamentalen Kritikpunkt, dass es sich um ein umfassendes DRM handelt. Das bedeutet:
- Der „Schutz“ von AACS erstreckt sich anders als bei früheren Systemen nicht ausschließlich auf vorbespielte Datenträger, sondern es werden (ohne dass der Anwender etwas dagegen unternehmen kann) auch bisher ungeschützte Formate (wie zum Beispiel frei empfangbare Fernsehausstrahlungen) in das DRM-System verpackt, sobald eine Aufnahme auf einem entsprechenden AACS-konformen Gerät gestartet wird.
- Um einmal im DRM befindliche Inhalte (also hochauflösendes Video) nicht wieder aus dem Rechtemanagement herauszulassen, werden durch die Verpflichtung, HDCP als „Schutz“ am Video- und Audioausgang der Abspielsysteme zu verwenden, ältere Systeme wie HDTV-Bildschirme und A/V-Systeme faktisch ausgesperrt oder nur mit minderwertigen Signalen versorgt. Diese Einschränkung ist derzeit nur auf Anforderung der Inhalte gegeben, spätestens ab etwa 2016 dürfen aber dann neu hergestellte Geräte keine analogen Signalausgänge mehr besitzen.
- Hinzu kommt, dass im AACS spezielle Datenblöcke vorgesehen sind, um HDCP-Ausgänge anzusteuern. Damit können analoge Ausgänge abgeschaltet und sogar Sperrlisten von nachträglich gesperrten HDCP-Gerätekennungen übertragen werden.
- Bei AACS besteht die Gefahr, dass ein legal erworbenes Abspielgerät jederzeit, ohne Einfluss des Besitzers, AACS-geschützte Medien nicht mehr abspielen kann, sobald dieses Gerät von der AACS LA auf die Schwarze Liste der geknackten Geräte gesetzt wurde. Dies liegt daran, dass jedes Gerät mit einem Geräteschlüssel versehen wird, welcher zum Entschlüsseln der geschützten Daten benötigt wird. Anhand dieses Schlüssels können Geräte, die aus irgendeinem Grund geknackt wurden, jederzeit erkannt und rückwirkend unbrauchbar gemacht werden. Jeder Datenträger enthält nämlich eine Schwarze Liste mit nicht mehr zulässigen Geräteschlüsseln, diese Liste kann von der AACS LA jederzeit aktualisiert werden: Sobald ein Benutzer einen neuen Datenträger mit einer aktuellen Schwarzen Liste, bei dem sein Gerät nicht mehr zugelassen ist, in sein Abspielgerät einlegt, wird das Gerät als verboten gebrandmarkt und zum Abspielen unbrauchbar gemacht. Dieser letzte Schritt führt dann dazu, dass auch ältere Datenträger, die vorher problemlos abgespielt wurden, sich nicht mehr auf diesem Gerät abspielen lassen. Dabei ist zu beachten, dass der Endverbraucher keine Kontrolle darüber hat, ob der Geräteschlüssel seines eigenen Abspielgerätes irgendwo auf der Welt von einer anderen Person geknackt wird, da der Geräteschlüssel in einer Serie von mehreren Geräten des gleichen Typs vorkommen kann.
- Anders als beim CSS der DVD erhalten bei AACS Software-Player für den Einsatz auf Computern keinen permanenten Schlüssel, sondern die Player Keys der Abspielsoftware müssen etwa im 1,5-jährlichen Rhythmus erneuert werden. Dadurch wird es z. B. unmöglich sein, nach 2011 noch HDTV-Inhalte auf einem per VGA angeschlossenen analogen Monitor zu erhalten, da die nach 2010 zertifizierten Abspielgeräte diese Funktionalität nicht mehr bieten dürfen.

### Kopierschutzproblematik im Bereich HDTV
Bereits bei HDCP hat sich gezeigt, dass die Industrie mitunter Jahre braucht, bis ein kryptographischer Kopierschutz in halbwegs brauchbarer Form umgesetzt ist (HDCP datiert aus dem Jahr 1999, und es hat bis zum Jahr 2005 gedauert, bis es das erste Gütesiegel HD ready von Geräteherstellern gab, das explizit HDCP an mindestens einem Eingang dokumentierte). Geht man davon aus, dass die ab Frühjahr 2006 angebotenen HD-Systeme (HD DVD und Blu-ray Disc) die ersten Implementierungen von AACS darstellen werden, ist davon auszugehen, dass die an HD-Inhalten interessierten Käufer neben den hohen Kosten für die neu entwickelten Geräte zusätzlich die Unbequemlichkeiten der Erstimplementierungen von AACS spüren werden, dazu besteht bei den kompletten DRM-Systemen immer die Gefahr, dass bereits lizenzierte Geräte aus Gründen, die außer Kontrolle des Kunden stehen, ihre Lizenzen verlieren und somit für den Anwender nutzlos werden.
Als Nächstes kommt hinzu, dass es bereits Ansätze für eine völlig von AACS unabhängige Form „digitaler Rechtekontrolle“ im Bereich des hochauflösenden Videos gibt: Fernsehsender, die ihre Kunden zwingen, eine für ein Broadcast-Flag empfindliche Set-Top-Box für den Empfang zu verwenden, sperren bei Ausstrahlung z. B. eines Kinofilms die analogen Ausgänge oder skalieren sie auf SDTV-Qualität herunter. Das HDTV-Signal kommt dann nur über einen digitalen, aber per HDCP verschlüsselten Ausgang, der aber generell nicht aufgezeichnet werden darf.
Falls sich die großen Filmstudios mit ihrer Intention, die Vergabe von Senderechten für HDTV-Übertragungen von Spielfilmen an das Senden eines „Broadcast Flags“ zu binden, durchsetzen sollten, wären generell Aufnahmegeräte für HDTV-Inhalte fragwürdig: Lediglich ungeschützte Übertragungen wie Nachrichtensendungen oder Sportereignisse ließen sich dann noch in hoher Auflösung aufzeichnen. Auch ein HDTV-Aufnahmegerät mit AACS-Unterstützung wird nicht in der Lage sein, HDCP-verschlüsselte Inhalte einer digitalen Bildübertragung aufzuzeichnen, da HDCP das dazu nötige Rechtemanagement fehlt, denn aktiviertes HDCP entspricht der Berechtigungsstufe „darf nicht aufgezeichnet werden“.
Lediglich Empfangsgeräte mit einem AACS-konformen digitalen Signalausgang könnten dann ggf. ein aufzeichenbares Signal liefern, aber auch hier ist fraglich, wie ein Empfangsgerät dann angesichts eines gesetzten Broadcast Flags die Rechteeinstellungen innerhalb der AACS-Übertragung zum Aufzeichnungsgerät setzt bzw. ob es angesichts der Möglichkeit, eine Festplatte in das Empfangsgerät einzubauen, generell solche Geräte mit einer AACS-konformen digitalen Videoschnittstelle geben wird.

### Streit um den „perfekten“ Kopierschutz zwischen HDDVD und Blu-ray
Etwa im Sommer 2005 schien sich das Blatt zwischen den beiden konkurrierenden Formaten zugunsten der billiger herstellbaren HD DVD zu wenden. Um weitere Studios auf seine Seite zu bekommen, entbrannte ein Wettlauf um den besseren Kopierschutz zwischen HD DVD und Blu-ray Disc: Nachdem BD zunächst völlig ohne Kopierschutz daherkam (PC-Laufwerke und Standalone-Geräte der ersten Generation, die nur in Japan verkauft wurden und ausschließlich in MPEG2 aufzeichneten), wurde zunächst durch die entsprechenden Hersteller verkündet, auch Blu-ray werde mit AACS als Kopierschutz arbeiten.
Der Blu-ray Disc Association genügen selbst die damaligen Einschränkungen bei der HDTV-Wiedergabe innerhalb von AACS nicht: Sie implementieren bei ihrem BD+ genannten System zusätzlich ausführbare Java-Applets auf die Blu-ray Disc. Diese Programme laufen auf der Player-Hardware oder -Software in einer Virtual Machine und überprüfen im Hintergrund, ob der Ausgabestrom manipuliert wird. Stellt BD+ eine Veränderung fest, so wird die Ausgabe abgebrochen. BD+ nimmt allerdings keine Änderungen an der Hard- oder Software des Players vor. Die ersten Discs mit BD+ sind im Verlauf des Jahres 2007 erschienen. Vom Hersteller SlySoft erschien im März 2008 mit AnyDVD HD die erste Software, die diesen Schutz umgehen kann.
BD+ ist nicht direkt eine Komponente von AACS, sondern ist ein Kopierschutz, der spezifisch für BD Player ist. Allerdings gibt es die Möglichkeit, dass sich BD+ und AACS gegenseitig ergänzen, um das Aushebeln des Kopierschutzes zu erschweren. AACS geht in einigen Details der Implementierung auf BD-Playern auch auf BD+ ein.

### Verzögerungen beim Kopierschutzstandard und „analog sunset“
Die potentiellen Erweiterungen von AACS haben lange dazu geführt, dass der Standard noch nicht in der endgültigen Fassung verabschiedet war, obwohl schon HD DVD und Blu-Ray Player gebaut und verkauft wurden. Die entsprechenden Geräte waren nach einem vorläufigen Standard zertifiziert.
Da trotz der Intention der Rechteinhaber in den USA kurz vor der Rechtswirksamkeit die entsprechende FCC-Direktive zur erzwungenen Einführung eines Broadcast Flags im Sommer 2005 gekippt wurde und um die Problematik der noch immer nicht erfolgreichen Einführung von HDCP-Eingängen an allen verkauften HD-Fernsehgeräten zu umgehen, entschied sich die AACS LA, die vorläufige Version 0.9 der AACS-Spezifikation noch mit einem analogen Ausgang zu erlauben. Dieser wird zunächst bei ab Herbst 2007 gebauten Geräten den CGMS-A genannten analogen Kopierschutz enthalten (eine Art „Macrovision für HDTV“), ab 2010 zertifizierte Geräte dürfen dann auf analogen Ausgängen nur noch SDTV ausgeben, und ab 2013 zertifizierte Geräte werden dann keinerlei analoge Signalausgabe mehr erlauben. Diese Regelung findet sich in der AACS-Spezifikation mit dem Titel „analog sunset“, also „analoger Sonnenuntergang“ wieder und entspricht der Intention der US-amerikanischen Filmwirtschaft, die als zu leicht kopierbar gebrandmarkten analogen Signalausgänge zu verbannen.
Die endgültige Fassung von AACS wurde erst 2009 (vier Jahre nach der Markteinführung von HD DVD und BD) veröffentlicht. Darin wurde festgelegt, dass ab 2014 keine BD-Player mehr verkauft werden dürfen, die analoge Videoausgänge enthalten (analoge Komponentenausgänge werden bereits ab 2011 nicht mehr mit HDTV-Auflösung bedient).

### Zusammenfassung der Kritik
Zusammenfassend ist festzustellen, dass die Filmindustrie und die Gerätehersteller mit der Einführung von AACS planen, faktisch die volle Kontrolle über die im Eigentum von Privatleuten befindlichen Aufnahme- und Wiedergabegeräte für Video zu gewinnen. Allein durch Steuersignale im Datenstrom der hochauflösenden Bilder gesteuert würden dann die Aufnahmegeräte die Aufnahme verweigern oder nur in minderer Auflösung aufzeichnen bis hin zur kompletten Einstellung der Funktionen der Geräte. Auch könnten die Rechteinhaber Einfluss darauf nehmen, wie lange eine Aufnahme abspielbar bleibt. Diese Einschränkungen ließen sich nicht mehr rückgängig machen, solange sich die Inhalte im Schutz von AACS befinden. AACS ist aber so ausgelegt, dass der Schutz auch über Systemgrenzen maximal erhalten bleibt, bis hin zu der Konsequenz, dass z. B. keine analoge Bildausgabe mehr erfolgt.
Was AACS völlig fehlt, ist ein für den Anwender verlässlicher Weg, dauerhaft an die im AACS geschützten Inhalte in hochauflösender Qualität zu kommen: Es gibt keine zuverlässige Schnittstelle, über die sich im AACS verpackten Inhalte wieder in voller Qualität an Geräte ausgeben lassen, die weder HDCP noch AACS kennen. Dies gilt für Video- wie für Audiodaten.
Durch die Verwendung eines mit AES-128 sehr sicheren Verschlüsselungsverfahrens ist es auch sehr unwahrscheinlich, dass AACS jemals so umfassend gehackt wird, wie dies beim CSS der DVD der Fall war. Einzelne „Hacks“ von Software-Playern oder Abspielgeräten können jedoch dadurch neutralisiert werden, dass der entsprechende Schlüssel auf die Widerrufsliste von AACS gesetzt wird. Die Software dieser Geräte muss dann im günstigsten Fall innerhalb einer bestimmten Frist gegen eine wieder „sichere“ Version getauscht werden, damit das Gerät oder Programm überhaupt noch funktioniert – wird der Hersteller dagegen wegen Verstoß gegen die Lizenzbestimmungen zu einer Geldstrafe verurteilt oder geht Konkurs, kann dies generell das Aus für die betreffenden Geräte bedeuten, der Kunde hätte dann das Nachsehen.
Durch die zeitlich befristete Schlüsselvergabe an Software-Player (die Gültigkeit der Schlüssel von Hardware-Playern scheint zeitlich nicht beschränkt zu sein) wird der Anwender faktisch auch gezwungen, z. B. PC-Komponenten auszutauschen, wenn die neue Version des Software-Players z. B. nicht mehr mit einer älteren Betriebssystemversion oder mit einem bestimmten Laufwerk oder eine Grafikkarte zusammenarbeiten möchte.

## Angriffe auf AACS
Ende Dezember 2006 ist es einem Programmierer mit dem Pseudonym „muslix64“ gelungen, den AACS-Kopierschutz auszuhebeln. Allerdings wird der Schutz nicht geknackt, sondern nur umgangen – denn die Dateien werden offenbar samt den Originalschlüsseln kopiert. Die zur Entschlüsselung benötigten „Title Keys“ konnte er durch einen Fehler in einem Software-Player ermitteln. Dieser legt die Title Keys unverschlüsselt im Hauptspeicher des Computers ab. Ein von ihm geschriebenes Java-Programm „HDDVDBackup“ entschlüsselt mit den gefundenen Title Keys nachfolgend das Material und kopiert dies auf die Festplatte. Derzeit ist dies bei den Medien HD DVD und Blu-ray Disc möglich.
Das Programm benötigt zwar bisher noch die zuvor ermittelten Schlüssel der Medien, ab der nächsten Version soll es diese aber selbst ermitteln können. Der Hack wurde bisher nur durch ein Video mit dem Titel „AACS is unbreakable“ dokumentiert. Nach eigenen Angaben benötigte der Hacker nur acht Tage, um den AACS-Schutz zu umgehen.
Laut Auskunft des Programmierers wird die Möglichkeit, das Datenmaterial zu entschlüsseln, erhalten bleiben, selbst wenn dem Software-Player die Erlaubnis zur Entschlüsselung durch das Setzen auf eine Widerrufsliste entzogen werden sollte. Das Programm wurde 2007 veröffentlicht.
Am 28. Januar 2007 wurden die individuellen Schlüssel der verschiedenen Filme gefunden. Diese Meldung wurde von den Herstellern bzw. den Studios bestätigt.
Am 14. Februar 2007 hat „Arnezami“, Forenmitglied der Website Doom9, nach eigenen Angaben einen Universalschlüssel für die HD-DVD- und Blu-ray-Formate entdeckt. Er konnte zeigen, dass sowohl Blu-ray-Medien als auch HD-DVD-Discs ein und denselben „Processing Key“ verwenden.
Alle AACS betreffenden Hacks können zwar derzeit bestimmte Medien oder Abspielgeräte bzw. Abspielprogramme kompromittieren, sind aber nicht so weit fortgeschritten, dass der Kopierschutz selbst so wirkungslos wäre, wie das z. B. bei CSS der DVD-Video der Fall ist.
Hintergrund ist, dass im Gegensatz zum CSS bei AACS kein neuer Verschlüsselungsstandard kreiert wurde, der sich im Nachhinein als fehlerhaft und leicht angreifbar herausstellte, sondern stattdessen mit AES eine kryptographisch getestete und weithin anerkannte Verschlüsselung verwendet wird, so dass lediglich Fehler im Design von AACS (die aber, abgesehen von den generellen Designproblematiken bei DRM, noch nicht gefunden wurden) oder in der Implementierung für einen Hack ausgenutzt werden können.
Implementierungsfehler sind z. B. die Verwendung eines einheitlichen Processing Keys für alle derzeitigen Blu-ray-Veröffentlichungen sowie die (gegen die AACS-Lizenzbedingungen verstoßende) ungeschützte Übertragung der Disc-ID beim HD-DVD-Laufwerk der Xbox 360.
Derzeit beanspruchen mehrere Programme (z. B. AnyDVD HD, DVDFab Blu-ray to Blu-ray) für sich, den AACS-Schutz bei allen aktuell auf dem Markt befindlichen HD-Medien umgehen zu können.

### AACS-Spezifikation

#### Primary Books
- Introduction and Common Cryptographic Elements Book
- Pre-recorded Video Book
- Prepared Video Book
- Recordable Video Book

#### Blu-ray Disc Books
- Blu-ray Disc Pre-recorded Book
- Blu-ray Disc Prepared Video Book
- Blu-ray Disc Recordable Book

#### HD DVD and DVD Books (veraltet)
- HD DVD and DVD Pre-recorded Book
- HD DVD and DVD Prepared Video Book
- HD DVD and DVD Recordable Video Book

#### Sonstige Teile der Spezifikation
- Signed CSS Book
- CBHD Pre-recorded Book